# 巴德塔亚扎
巴德塔亚扎（1684年—1754年），旧译婆德萨罗、伯提达耶沙:107，緬甸東吁王朝诗人、劇作家、政治家，出生於贵族世家，曾担任东吁王朝官吏，东吁王朝灭亡后被孟族人虏往丹林直至逝世。其作品以宫廷、佛教文学为主，亦著有反映民众生活的诗作，语言朴实，在缅甸文学史上具有跨时代的意义。

## 生平
巴德塔亚扎出生于东吁王朝时期的一个世袭贵族家庭，15岁起开始著诗，后来步入政坛，曾获缅王摩訶達馬亞扎迪勃底任命为平民事务大臣，深受缅王器重，并获得“巴德塔亚扎”的称号，意为“学识渊博者”。1752年，孟族軍隊占領东吁王朝首都阿瓦，东吁王朝灭亡，他与国王摩訶達馬亞扎迪勃底一并被俘虏，并最终在解送至丹林（沙廉）后逝世:95。

## 文学作品
巴德塔亚扎为宮廷詩人，因此其部分詩作為奉王室之命而作的歌功颂德之篇，其代表作为宫廷剧本《红宝石眼神马》，改编自印度神话，讲述了天帝为一位无嗣国王送来一枚枣子，使其王后怀孕，得嗣，又使一匹母马生下具有红宝石光彩眼睛的神马的故事:96，这部剧作也被后世的缅甸学者视为缅甸历史上第一部戏剧作品:121。
除了宮廷文學及佛教文學作品之外，巴德塔亚扎还著有反映缅甸下层民众生活的文学作品，巴德塔亚扎因公职所需而时常出巡各地，体察民情，他同情缅甸下层民众，创作了一些反映缅甸民众生活现实的作品，包括《农民》、《爬棕榈树人》、《船夫》、《运货船主》及《赶驮人》等，文风朴素清新，其中《爬棕榈树人》描绘了以酿酒熬糖为生的一家人在雨季的劳动、生活场面:96，这些描写缅甸乡村生活的作品迥异于当时盛行于缅甸的宗教文学、宫廷文学作品，并影响了该国文学后世的发展趋势，而20世纪的缅甸诗人佐基亦称巴德塔亚扎的著作为“缅甸古代的新文学”:96。